# Antoine Meillet
Antoine Meillet, né le 11 novembre 1866 à Moulins (Allier) et mort le 21 septembre 1936 à Châteaumeillant (Cher), est un philologue français, le principal linguiste français des premières décennies du XXe siècle.

## Biographie

### Enfance et formation
Paul Jules Antoine Meillet est d'origine bourbonnaise, fils d'un notaire de Châteaumeillant (Cher). Il naît à Moulins le 11 novembre 1866,,.
Il passe son enfance à Châteaumeillant, puis fait ses études secondaires au lycée de Moulins.
Étudiant à partir de 1885 à la faculté des lettres de Paris où il suit notamment les cours de Louis Havet, il assiste également à ceux de Michel Bréal au Collège de France et de Ferdinand de Saussure à l'École pratique des hautes études.
En 1889, il est major de l'agrégation de grammaire,. En 1891, il fait son premier séjour en Arménie, notamment à Etchmiadzin ; son projet est d'apprendre l'arménien moderne et d'étudier d'anciens manuscrits.
À son retour, il assure à la suite de Saussure le cours de grammaire comparée, qu'il complète à partir de 1894 par une conférence sur les langues persanes.
En 1897, il soutient sa thèse pour le doctorat ès lettres (Recherches sur l'emploi du génitif-accusatif en vieux-slave).

### Carrière
En 1902, il succède au linguiste Auguste Carrière à la chaire d'arménien de l'École des langues orientales. En 1906, à la suite de Michel Bréal, il prend la chaire de grammaire comparée du Collège de France, où il consacre ses cours à l'histoire et à la structure des langues indo-européennes ; il abandonne alors son enseignement à l'École des langues orientales et se consacre désormais à la linguistique comparée au Collège de France, ainsi qu'à l'École pratique des hautes études.
Secrétaire de la Société de linguistique de Paris, il est élu à l'Académie des inscriptions et belles-lettres en 1924. Il préside également l'Institut d'études slaves de 1921 à sa mort,.
Il a formé toute une génération de linguistes français, parmi lesquels Émile Benveniste, Marcel Cohen, Georges Dumézil, Lilias Homburger, André Martinet, Aurélien Sauvageot, Lucien Tesnière, le japonisant Charles Haguenauer ou Joseph Vendryes. Antoine Meillet devait diriger la thèse de Jean Paulhan sur la sémantique du proverbe et c'est lui qui découvrit Gustave Guillaume.
Il a influencé aussi un certain nombre de linguistes étrangers. Il a également été le premier à identifier le phénomène de la grammaticalisation.
Selon le linguiste allemand Walter Porzig, Meillet est un « grand précurseur ». Il montre, par exemple, que, dans les dialectes indo-européens, les groupes indo-européens sont le résultat historique d'une variation diatopique.
L’acte de naissance de la sociolinguistique est signé par Antoine Meillet fondateur de la sociolinguistique qui s’est opposé au Cours de linguistique générale de Ferdinand de Saussure dès son apparition en 1916 en le critiquant sur plusieurs plans.
Il meurt en 1936 à Châteaumeillant et est enterré au cimetière de Moulins dans le caveau familial.

## Études arméniennes
- 1891 : une mission de trois mois dans le Caucase lui permet d'apprendre l'arménien moderne.
- 1902 : il obtient la chaire d'arménien de l'École des langues orientales.
- 1903 : nouvelle mission en Arménie russe, il publie son Esquisse d'une grammaire comparée de l'arménien classique[13], qui demeure une référence en linguistique arménienne et indo-européenne jusqu'à ce jour. L'un de ses étudiants, Hratchia Adjarian, devient le fondateur de la dialectologie arménienne. C'est également sous les encouragements de Meillet qu'Émile Benveniste étudie la langue arménienne.
- 1919 : il est cofondateur de la Société des études arméniennes avec Victor Bérard, Charles Diehl, André-Ferdinand Hérold, H. Lacroix, Frédéric Macler, Gabriel Millet, Gustave Schlumberger.
- 1920 : le 19 janvier, il crée la Revue des études arméniennes avec Frédéric Macler.

## Études homériques
À la Sorbonne, Meillet supervise le travail de Milman Parry. Meillet offre à son étudiant l'opinion, nouvelle à cette époque, que la structure formulaïque de l'Iliade serait une conséquence directe de sa transmission orale. Ainsi, il le dirige vers l'étude de l'oralité dans son cadre natif et lui suggère d'observer les mécanismes d'une tradition orale vivante à côté du texte classique (l'Iliade) qui est censé résulter d'une telle tradition. En conséquence, Meillet présente Parry à Matija Murko, savant originaire de Slovénie qui avait longuement écrit sur la tradition héroïque épique dans les Balkans, surtout en Bosnie-Herzégovine,,. Par leurs recherches, dont les résultats sont à présent hébergés par l'université de Harvard, Parry et son élève, Albert Lord, ont profondément renouvelé les études homériques.

## Principaux ouvrages
- Études sur l'étymologie et le vocabulaire du vieux slave[17]. Paris, Bouillon, 1902-05.
- Esquisse d'une grammaire comparée de l'arménien classique, 1903.
- Introduction à l'étude comparative des langues indo-européennes[18], 1903 (1re éd.), Hachette, Paris, 1912 (3e éd.)[19].
- Les dialectes indo-européens, 1908.
- Aperçu d'une histoire de la langue grecque, 1913.
- Altarmenisches Elementarbuch, 1913. Heidelberg (en français : Manuel élémentaire d'Arménien classique, traduction de Gabriel Képéklian, Limoges, Lambert-Lucas, 2017  (ISBN 978-2-35935-094-4))
- Caractères généraux des langues germaniques[20], 1917, rev. edn. 1949.
- Linguistique historique et linguistique générale[21], 1921 (le tome II est paru en 1936 ; les deux tomes ont été réunis chez Lambert-Lucas, Limoges, 2015).
- Les origines indo-européennes des mètres grecs[22], 1923.
- Traité de grammaire comparée des langues classiques, 1924 (avec Joseph Vendryès). Reproduction intégrale de la 2e éd. revue et augmentée de 1953 sur le site du CTLF.
- La méthode comparative en linguistique historique, 1925, Oslo, Instituttet for Sammenlignende Kulturforskning (réimpr. Paris, Champion, 1954).
- Esquisse d'une histoire de la langue latine, Paris, Klincksieck, 1977 (ISBN 978-2-252-01871-2, BNF 34586142).
- Dictionnaire étymologique de la langue latine, 1932 (en collab. Avec Alfred Ernout (1879-1973), éd. augmentée, par Jacques André (1910-1994), Paris : Klincksieck, 2001,  (ISBN 2-252-03359-2) (BNF 37707942)
- Meillet en Arménie, 1891, 1903, Journaux et lettres publiés par Francis Gandon, Limoges, Lambert-Lucas, 2014,  (ISBN 978-2-35935-071-5).